# Споменик природе Цетина—Врела
Врела Цетине су споменик природе хидролошког карактера, који се налази недалеко од места Цетина у Шибенско-книнској жупанији у Хрватској. Захвата површину од 29,81 хекатара и заштићен је од 1962. године.

## Опис
Цетина је река дужине 105 километара, која се улива у Јадран. Њена специфичност су бројна крашка врела од којих настаје, а најзначајнија су Велико врило, Вуковића врило и Батића врило. Настају у Пашком пољу у подножју планине Динаре. Врела су се формирала на контакту водонепропустивог лапорца и кречњака.
Боја извора је модрозелена и одликује се великом прозирношћу. Рониоци су истражили Велико врило до дубине од 150 метара. У непосредној близини врела налази се и предхришћанска црква Светог Спаса из IX века.